# Иван Богатинов
Иван Богатинов, известен като Богатин войвода, е български хайдутин от втората половина на XIX век.

## Биография
Роден е в 1814 година в неврокопското село Лъки, което тогава е в Османската империя. Става хайдутин и от 1845 година действа с чета в Мървашко. В 1861 година е заловен и затворен в Цариград, но след две години успява да избяга. Укрива се в руския атонски манастир „Свети Пантелеймон“, където се запознава със стария хайдутин Вангел Япов, с когото по-късно хайдутува до 1879 година.
Умира в Лъки в 1891 година.